# ヴァレンティヌス派
ヴァレンティヌス派はグノーシス主義の代表的な派閥、運動である。2世紀にヴァレンティヌス（英語版）によって創始され、その影響はローマだけでなく、北西アフリカ、エジプト、小アジア、東のシリアまで広く及んだ。その後、運動の歴史の中で東洋派と西洋派に分かれた。ヴァレンティヌスの弟子たちは、ローマ皇帝テオドシウス1世がテッサロニケ勅令（西暦380年）を発布し、ニカイア派キリスト教をローマ帝国の国教とすることを宣言した後、4世紀に入っても活動を続けた。
ヴァレンティヌスと彼の名を冠したグノーシス運動の教義、実践、信念は、原始正統派のキリスト教指導者や学者から異端として非難された。リヨンのエイレナイオスやローマのヒッポリュトスなどの著名な教父たちは、グノーシス主義に反対する文書を書いている。初代教会の指導者たちはグノーシス主義の文書を破壊することを奨励していたため、ヴァレンティヌス主義の活動や思想に関する情報の多くは、その批判者や反論者から得られたものである。

## 歴史
ヴァレンティヌスは西暦100年頃に生まれ、西暦180年頃にアレキサンドリアで亡くなったとされている。キリスト教学者のサラミスのエピファニウス（英語版）によれば、エジプトで生まれ、グノーシス主義者のバシリデスが教えていたアレキサンドリアで学んだという。同じくキリスト教の学者であり教師でもあるアレキサンドリアのクレメンス（150年頃～215年頃）によると、ヴァレンティヌスは使徒パウロの弟子であるテューダス（英語版）から教わっていたと報告されている。
彼は非常に雄弁で、カリスマ性に富み、人を惹きつける天性の能力を持っていたと評されている。教皇ヒギヌスの時代であるAD136年から140年の間にローマに行き、ピウスの時代であるAD150年から155年の間に教職としてのピークに達していた。
2世紀半ばには、ローマのカトリック社会でも名を馳せ、尊敬を集めていた。一時は司教職を目指していたが、司教職に抜擢された後に、カトリック教会から離脱したと考えられている。ヴァレンティヌスは多作であったと言われているが、現存する彼の著作物は、アレキサンドリアのクレメンス、ヒッポリュトス、アンキュラのマルセルスが伝えた引用文のみである。また、多くの学者はヴァレンティヌスがナグ・ハマディ文書の一つである『真理の福音書』を書いたと考えている。
著名なヴァレンティヌス派には、ヘラクレオン、プトレマイオス、フロリヌス、アクシオニカス、テオドトスなどがいる。

## 思想体系
エイレナイオスがヴァレンティヌスに帰属させた神学は、極めて複雑で難解である。この体系が実際に彼に由来するものであるかどうかは懐疑的な学者達も存在する。ヴァレンティノス派のうちヴァレンティノスの弟子であるプトレマイオスについては比較的多くの文献や断片などにその名が残されており、エイレナイオスが反駁した「プレーローマ」を中心とする神話もプトレマイオスによるものである。

### 概要
エイレナイオスによると、ヴァレンティヌス派は、初めにプレロマ（「豊富」「十分」「完全」などを意味する。神的充満。）があったと信じていた。プレロマの中心には、万物の始まりである原初の父（プロアルケー、プロパトール（太祖）、あるいはビュトス（英語版）（深遠）がいて、何年もの沈黙と思索の後、15のスィズィジィ（英語版）（性的に補い合うペア）を表す天の原型である30のアイオーンを投影した。
アイオーンの中にソフィアがあった。ソフィアの弱さ、好奇心、情熱は、彼女をプレロマから落下させ、欠陥のある世界と人間を創造することになった。ヴァレンティヌス派は、旧約聖書の神を、物質世界の不完全な創造者であるデミウルゴスとした。この物質世界の最高の存在である人間は、霊的性質と物質的性質の両方に参加している。救済とは、前者を後者から解放することにある。ヴァレンティヌス派は、人間個人がこの知識を得ることは、普遍的な秩序の中で肯定的な結果をもたらし、その秩序を回復することに貢献すると考え、信仰ではなくグノーシス（認識/知識）が救いの鍵であるとした 。アレクサンドリアのクレメンスに残された書簡の中で「人間の魂は宿のようなもので、そこには多くの悪霊が住んでいるが、唯一の善である父が彼を見下ろし、彼の周りを取り囲むとき、魂は神聖化され、完全な光の中にある。したがって、このような心を持つ者は幸福と呼ばれるべきであり、彼は神を見ることができる。」と書いている。

## 教会との関係
ヴァレンティヌス派の伝統や慣習の多くは、教会のものと衝突していた。彼らはしばしば無許可の集会で集まり、自分たちは皆平等であるという信念に基づいて、教会の権威を拒否した。ヴァレンティヌス派では、女性は男性と同等か、少なくともほぼ同等であると考えられていた。女性の預言者、教師、治癒者、伝道者、さらには司祭もいたが、これは当時の教会の女性観とは大きく異なっていた。 ヴァレンティヌス派はキリスト教徒のように普通の仕事に就き、結婚し、子供を育てたが、これらの追求は個人で達成すべきグノーシスよりも重要ではないと考えていた。 ヴァレンティヌス派の信念は集団よりも個人に向けられており、救いは教会のように普遍的なものとは見なされていなかった。
ヴァレンティヌス派と教会の主な意見の相違は、神と創造主が2つの別々の存在であるという概念、創造主は欠陥があり、無知と混乱から人間と地球を形成したという考え、そして人間としてのキリストと神としてのキリストの分離にあった。教会当局は、ヴァレンティヌス派の神学は「自分たちの権威を覆し、それによって教会の秩序を無秩序に脅かす、邪悪な存在である」と考えていた。ヴァレンティヌス派の慣習や儀式もキリスト教会のものとは異なっていたが、彼らは自分たちを異教徒や異端者ではなく、キリスト教徒であると考えていた。自分たちをキリスト教徒と称することは教会との関係を悪化させ、教会は彼らを異端者というだけでなく、ライバルとみなしていた。
ヴァレンティヌス派は公には唯一の神への信仰を公言していたが、自分たちの私的な会合では、主、王、創造主、裁き主といった一般的な神のイメージと、そのイメージが表すものとを区別することを主張した。しかし、教父たちは別として、大多数のキリスト教徒はヴァレンティヌスの信奉者を異端とは認めなかった。ほとんどの人はヴァレンティヌスの教えと正統派の教えの違いを見分けることができなかった。これは、ヴァレンティヌスが、現在は旧約聖書と新約聖書に属する多くの書物を、自らの著作の解釈の基礎として用いたことが一因である。彼はグノーシスの聖典ではなく、原始正統派キリスト教の正典に基づいており、そのスタイルは初期キリスト教の著作に似ていた。このようにして、ヴァレンティヌスはグノーシス宗教と初期のカトリックとの間のギャップを埋めようとした。 ヴァレンティヌス派グノーシス主義はグノーシスの教えの中で最も影響力のある洗練された形態であり、教会にとって最も大きな脅威であった。
初期キリスト教は「個々の政党、グループ、宗派、あるいは教団の複雑なネットワーク」と表現されている。 この矛盾が、ヴァレンティヌス派のようなグノーシス主義の宗派が原初の正統派に対して脅威を与えていた。

## 文書
彼の学派に属する作品は以下の通りであり、彼に直接関係する断片にはアスタリスクが付けられている。
- The Divine Word Present in the Infant (Fragment A) *
- On the Three Natures (Fragment B) *
- Adam's Faculty of Speech (Fragment C) *
- To Agathopous: Jesus' Digestive System (Fragment D) *
- Annihilation of the Realm of Death (Fragment F) *
- On Friends: The Source of Common Wisdom (Fragment G) *
- Epistle on Attachments (Fragment H) *
- Summer Harvest*
- The Gospel of Truth*
- Ptolemy's Version of the Gnostic Myth
- Prayer of the Apostle Paul
- Ptolemy's Epistle to Flora
- Treatise on the Resurrection (Epistle to Rheginus)
- Gospel of Philip
- A Valentinian Exposition

## 参考書籍
- Bermejo, Fernando (1998). La escisión imposible. Lectura del gnosticismo valentiniano. Salamanca: Publicaciones Universidad Pontificia
- Churton, Tobias (1987). The Gnostics. London: Weidenfeld and Nicolson Limited
- Filoramo, Giovanni (1990). A History of Gnosticism. Oxford: Basil Blackwell Limited
- Green, Henry A. (1985). The Economic and Social Origins of Gnosticism. Atlanta: Scholars Press
- Harvey, William Wigan (1857). Sancti Irenaei. I. Typis Academicis
- Holroyd, Stuart (1994). The Elements of Gnosticism. Dorset: Element Books Limited
- Layton, Bentley, ed (1987). The Gnostic Scriptures. New York: Doubleday
- Legge, Francis (1914). Forerunners and Rivals of Christianity. New York: University Books. p. 105
- Mead, G.R.S (1903). Did Jesus Live 100 B.C.?. London: The Theosophical Publishing Society
- Mead, G.R.S (1906). Thrice Greatest Hermes: Studies in Hellenistic Theosophy and Gnosis. Volume I. London and Benares: The Theosophical Publishing Society
- Pagels, Elaine (1979). The Gnostic Gospels. New York: Random House
- Roukema, Riemer (1998). Gnosis and Faith in Early Christianity. Harrisburg: Trinity Press International
- Rudolph, Kurt (1977). Gnosis: The Nature and History of Gnosticism. San Francisco: Harper and Row Publishers
- Thomassen, Einar (2005). The Spiritual Seed: The Church of the Valentinians (Nag Hammadi and Manichaean Studies). Brill Academic Publishers
- Wilson, Robert McLachlan (1958). The Gnostic Problem. London: A.R. Mowbray & Co. Limited
- Wilson, Robert McLachlan (1980). “Valentianism and the Gospel of Truth”. In Layton, Bentley. The Rediscovery of Gnosticism. Leiden. pp. 133–45

### その他帰属表示
- この記事にはアメリカ合衆国内で著作権が消滅した次の百科事典本文を含む: Bousset, Wilhelm (1911). "Valentinus and the Valentinians". In Chisholm, Hugh (ed.). Encyclopædia Britannica (英語). Vol. 27 (11th ed.). Cambridge University Press. pp. 852–857. Bousset's article contains a detailed survey of the classical authorities writing on the topic, some of which is replicated here in footnotes.
- この記事にはパブリックドメインである次の百科事典本文を含む: Herbermann, Charles, ed. (1913). "Valentinus and Valentinians". Catholic Encyclopedia. New York: Robert Appleton Company.